# Rolls-Royce Dawn
Ej att förväxla med Rolls-Royce Silver Dawn.
Rolls-Royce Dawn är en tvådörrars fyrsitsig cabriolet som den brittiska biltillverkaren Rolls-Royce introducerade i september 2015 på bilsalongen i Frankfurt.. 
Priset för Rolls-Royce Dawn är från 3,7 miljoner kronor. (augusti 2016)

## Motor
Bilen har en tolvcylindrig bensindriven V-motor på  6592 cc. Motorn utvecklar maximalt 563 hk vid 5 250 rpm, och maximala vridmomentet är 820 Nm vid 1 500 rpm. Detta ger bilen en acceleration från 0 till 100 km/h på 5 sekunder och en toppfart på 250 km/h. Bilens CO2-utsläpp är 326 gram/km och den förbrukar 14,3 l/10 km

## Chassi
Rolls-Royce Dawn är en så kallad Drophead Coupé vilket betyder att det är en fyrsitsig tvådörrarsbil med cabriolet. Karossen är baserad på Rolls-Royce Wraith, men 80 % är ny design. Utförandet är inspirerat av den historiska modellen Rolls-Royce Silver Dawn Drophead.

## Galleri

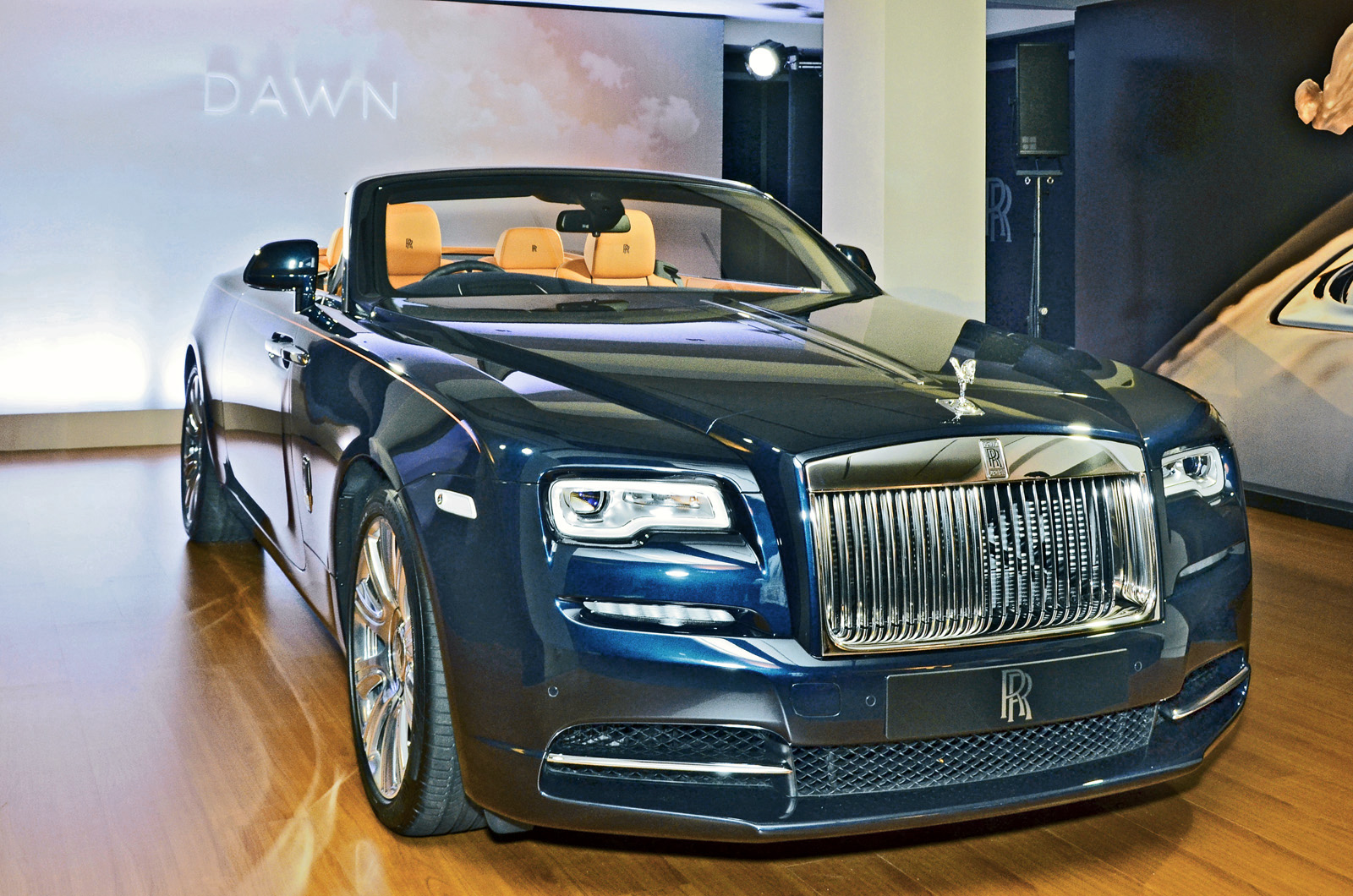
Vy framifrån
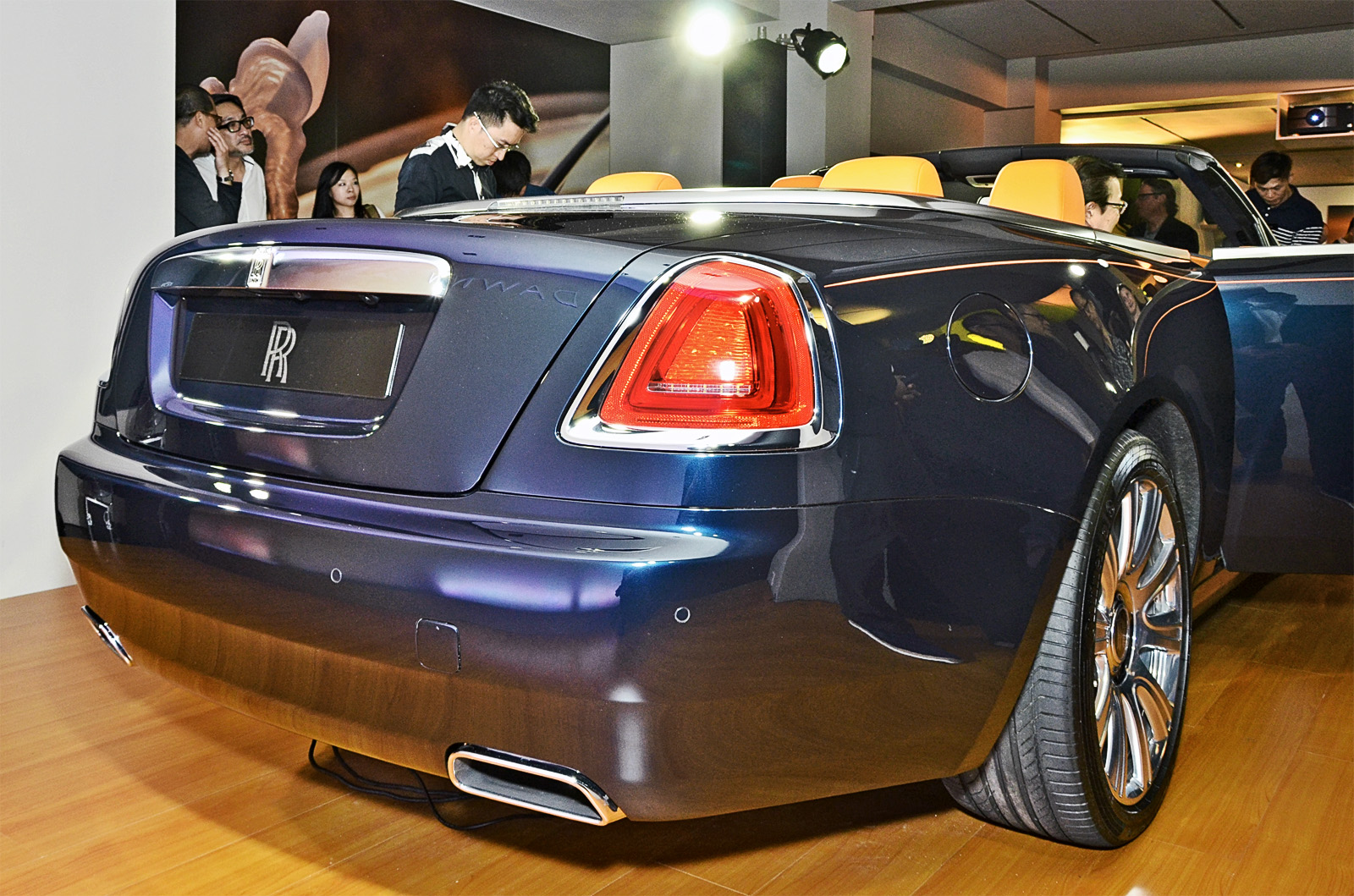
Vi bakifrån
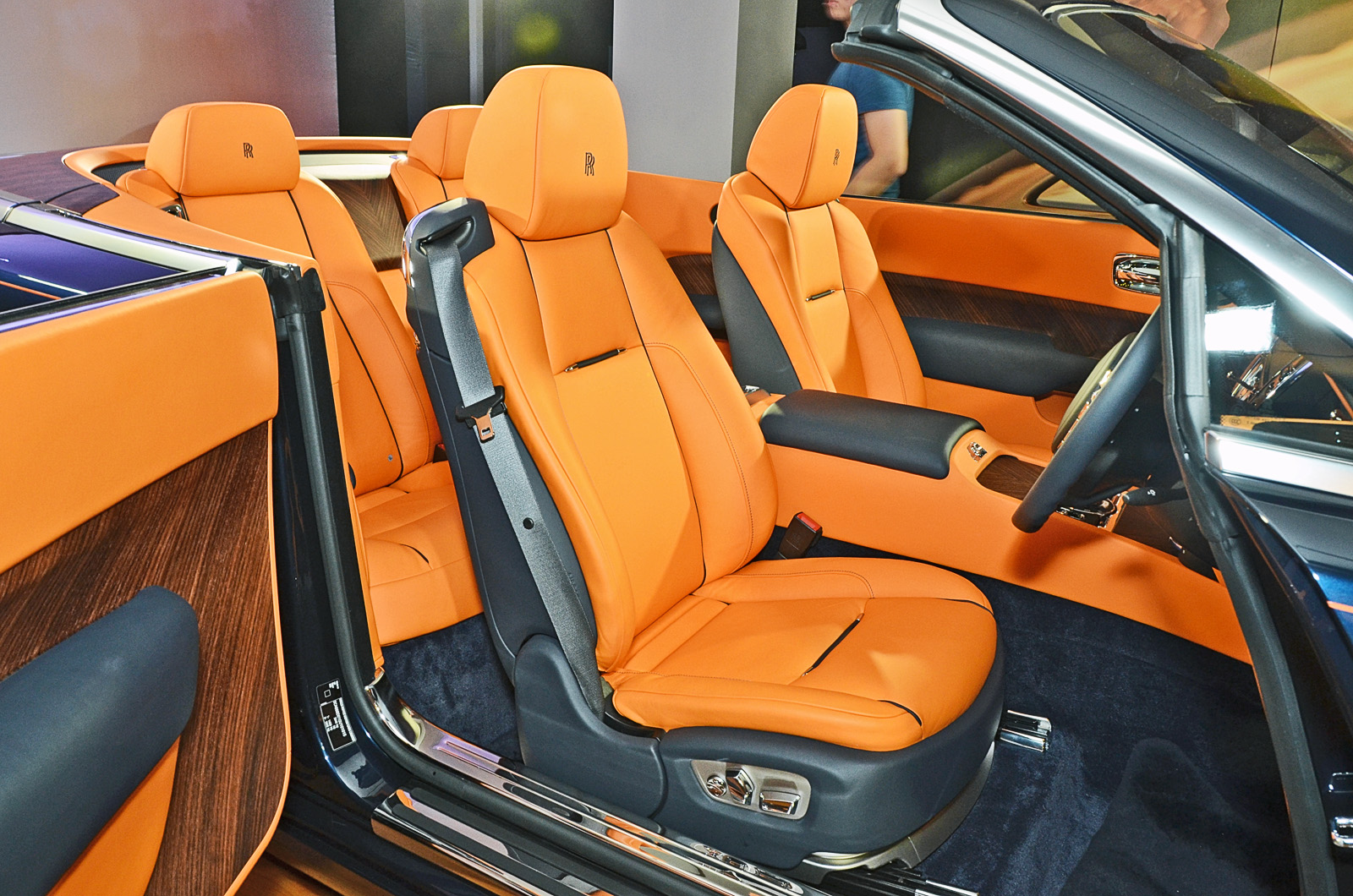
Interiör
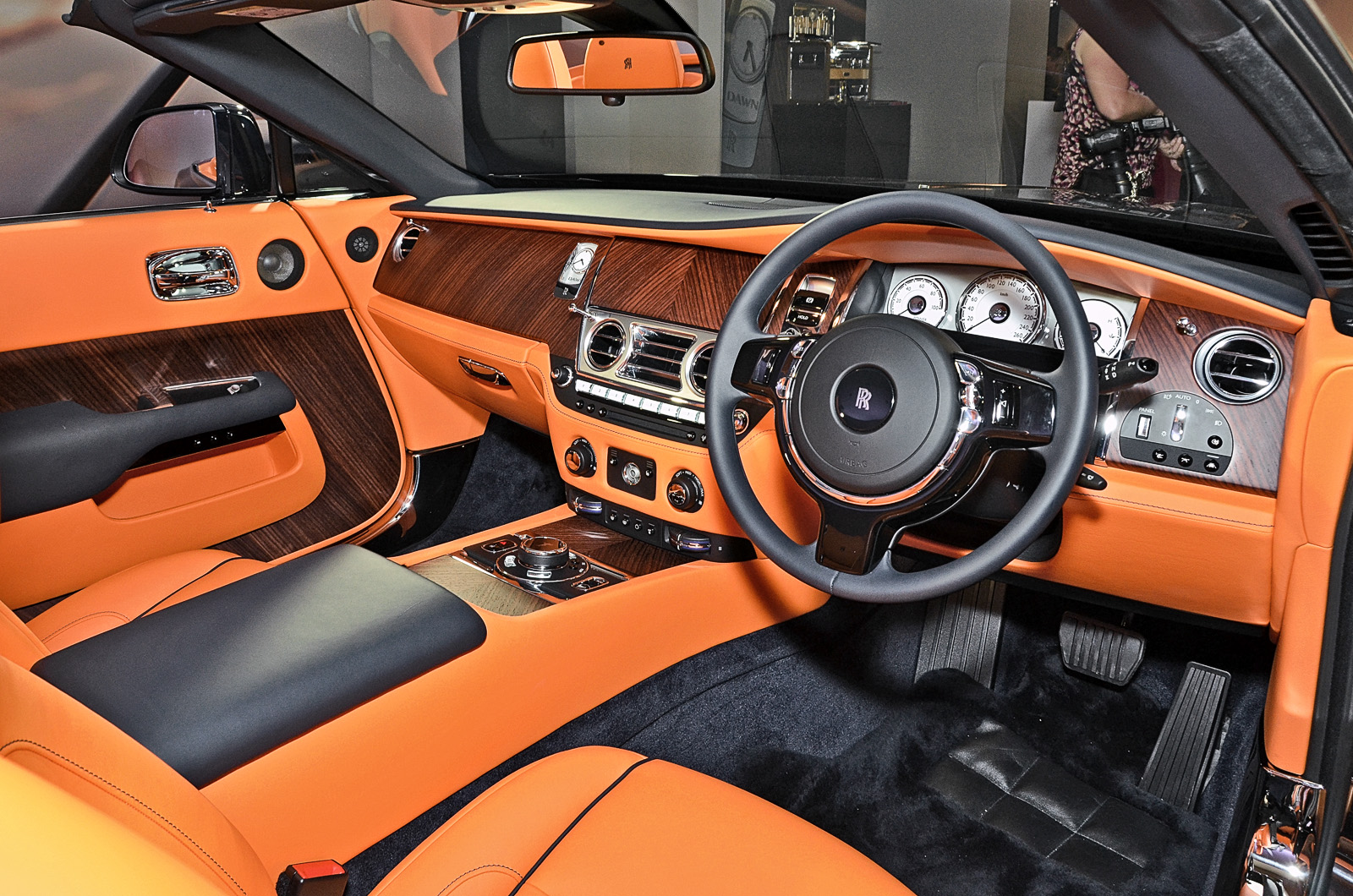
Förarmiljö